# Error (album)
Albums de VIXX
Eternity
(2014) Boys' Record
(2015)
Singles
1. Error
Sortie : 14 octobre 2014
2. Error -Version Japonaise-
Sortie : 10 décembre 2014
3. Error -Version Chinoise-
Sortie : 7 juillet 2015

Error est le second mini-album du boys band sud-coréen VIXX. Il est sorti le 14 octobre 2014 sous Jellyfish Entertainment. Le titre-phare a le même nom. La chanson est aussi sortie avec un clip vidéo au Japon sous le label japonais CJ Victor Entertainment pour leurs débuts dans ce pays. Le titre est finalement sorti en Chine par QQ et en Taïwan par KKBOX.

## Promotion
VIXX commence les promotions pour cet album le 15 octobre 2014 au Show Champion de MBC Music.

## Liste des titres
| Error (EP coréen) | Error (EP coréen)                                                       | Error (EP coréen)             | Error (EP coréen)                       | Error (EP coréen) | Error (EP coréen) | Error (EP coréen) | Error (EP coréen) | Error (EP coréen) | Error (EP coréen) |
| No                | Titre                                                                   | Auteur                        | Producteur(s)                           | Durée             |                   |                   |                   |                   |                   |
| ----------------- | ----------------------------------------------------------------------- | ----------------------------- | --------------------------------------- | ----------------- | ----------------- | ----------------- | ----------------- | ----------------- | ----------------- |
| 1.                | Steel Heart (Intro)                                                     |                               | MELODESIGN, Lee Seul-gi                 | 00:46             |                   |                   |                   |                   |                   |
| 2.                | Error                                                                   | Kim Eana, Ravi                | Hwang Se-jun, MELODESIGN                | 03:46             |                   |                   |                   |                   |                   |
| 3.                | After Dark                                                              | Ryu Dasom (Jam Factory), Ravi | Andrew Choi, 220, Jake K, Hayley Aitken | 03:08             |                   |                   |                   |                   |                   |
| 4.                | Blue Blossom (청춘이 아파; Cheongchuni Apa) (traduction : Youth Hurts)) | Kim Ji-hyang, Ravi            | MELODESIGN                              | 03:41             |                   |                   |                   |                   |                   |
| 5.                | Time Machine                                                            | 1월 8일, Ravi                 | Albi Albertsson                         | 03:05             |                   |                   |                   |                   |                   |
| 6.                | What U Waiting For                                                      | Ravi                          | Ravi                                    | 03:11             |                   |                   |                   |                   |                   |
| 7.                | Error (Inst.)                                                           |                               | Hwang Se-jun, MELODESIGN                | 03:46             |                   |                   |                   |                   |                   |
| 17:00             |                                                                         |                               |                                         |                   |                   |                   |                   |                   |                   |

| Error (single japonais) | Error (single japonais)   | Error (single japonais) | Error (single japonais)  | Error (single japonais) | Error (single japonais) | Error (single japonais) | Error (single japonais) | Error (single japonais) | Error (single japonais) |
| No                      | Titre                     | Auteur                  | Producteur(s)            | Durée                   |                         |                         |                         |                         |                         |
| ----------------------- | ------------------------- | ----------------------- | ------------------------ | ----------------------- | ----------------------- | ----------------------- | ----------------------- | ----------------------- | ----------------------- |
| 1.                      | Error -Version japonaise- |                         | Hwang Se-jun, MELODESIGN | 03:46                   |                         |                         |                         |                         |                         |
| 2.                      | 青春だって (Youth Hurts)  |                         | MELODESIGN               | 03:41                   |                         |                         |                         |                         |                         |
| 3.                      | Error (instrumental)      |                         |                          |                         |                         |                         |                         |                         |                         |
| 4.                      | 青春だって (instrumental) |                         |                          |                         |                         |                         |                         |                         |                         |
| 8:00                    |                           |                         |                          |                         |                         |                         |                         |                         |                         |

| 1. | Error -Version japonaise- Music Video             |  |
| 2. | Error -Version japonaise- Music Video Making Film |  |

## Classement
| Classement                | Meilleure position | Ventes                 |
| ------------------------- | ------------------ | ---------------------- |
| Gaon Weekly albums chart  | 1                  | - COR : plus de 90 195 |
| Gaon Monthly albums chart | 2                  | - COR : plus de 90 195 |

## Récompenses et nominations
| Année                    | Titre                                 | Travail nommé | Résultat   |
| ------------------------ | ------------------------------------- | ------------- | ---------- |
| SBS MTV Best of the Best |                                       |               |            |
| 2014                     | Best Music Video                      | Error         | Nomination |
| Seoul Music Awards       |                                       |               |            |
| 2014                     | Bonsang Award                         | Error         | Lauréat    |
| Gaon Chart K-POP Awards  |                                       |               |            |
| 2015                     | 4th Quarter Best Selling Record Award | Error         | Nomination |

## Historique de sortie
| Pays         | Date             | Format                   | Label                                            |
| ------------ | ---------------- | ------------------------ | ------------------------------------------------ |
| Monde entier | 16 octobre 2014  | CD, téléchargement légal | Jellyfish Entertainment                          |
| Corée du Sud | 16 octobre 2014  | CD, téléchargement légal | Jellyfish Entertainment                          |
| Japon        | 10 décembre 2014 | CD, CD+DVD               | Jellyfish Entertainment, CJ Victor Entertainment |
| Chine        | 7 juillet 2015   | Téléchargement légal     | Jellyfish Entertainment, QQ                      |
| Taïwan       | 7 juillet 2015   | Téléchargement légal     | Jellyfish Entertainment, KKBOX                   |